# ایلونا ماداری
ایلونا ماداری (مجاری: Ilona Madary; ۲۳ ژوئن ۱۹۱۶ – ۱۱ ژوئن ۲۰۰۳) ژیمناست هنری اهل مجارستان بود.